# Jenson Seelt
Jenson Seelt (Ede, 23 mei 2003) is een Nederlands voetballer die als verdediger voor Sunderland AFC speelt. Hij verruilde medio 2023 Jong PSV voor Sunderland.

## Carrière
Jenson Seelt speelde in de jeugd van N.E.C. en PSV. Sinds 2020 maakt hij deel uit van de selectie van Jong PSV. Hij debuteerde voor dit team in de Eerste divisie op 11 december 2020, in de met 3-2 verloren uitwedstrijd tegen TOP Oss. Hij kwam in de 81e minuut in het veld voor Luis Felipe.
Medio 2023 werd hij aangetrokken door het Engelse Sunderland AFC waar hij een vijfjarig contract ondertekende.

### Statistieken
| Seizoen                        | Club           | Land           | Competitie     | Competitie | Competitie | Beker | Beker | Totaal | Totaal |
| Seizoen                        | Club           | Land           | Competitie     | Wed.       | Dlp.       | Wed.  | Dlp.  | Wed.   | Dlp.   |
| ------------------------------ | -------------- | -------------- | -------------- | ---------- | ---------- | ----- | ----- | ------ | ------ |
| 2020/21                        | Jong PSV       | Nederland      | Eerste divisie | 1          | 0          | –     | –     | 1      | 0      |
| Carrièretotaal                 | Carrièretotaal | Carrièretotaal | Carrièretotaal | 1          | 0          | 0     | 0     | 1      | 0      |
| Bijgewerkt op 12 februari 2021 |                |                |                |            |            |       |       |        |        |